# 熊安东
熊安东（1956年—），男，汉族，江西九江人，中华人民共和国军事人物，中国人民解放军少将，曾任安徽省军区参谋长、福建省军区参谋长、江西省军区司令员、中共福建省委常委、福建省军区司令员。2017年3月到龄退役。